# Kesselsdorf
Kesselsdorf ist ein Stadtteil der sächsischen Stadt Wilsdruff mit Ortschaftsstatus. Der Ort befindet sich im Landkreis Sächsische Schweiz-Osterzgebirge direkt an der Stadtgrenze zur sächsischen Landeshauptstadt Dresden. Im Jahr 1223 wurde Kesselsdorf erstmals erwähnt und 2001 nach Wilsdruff eingemeindet.

## Geographie

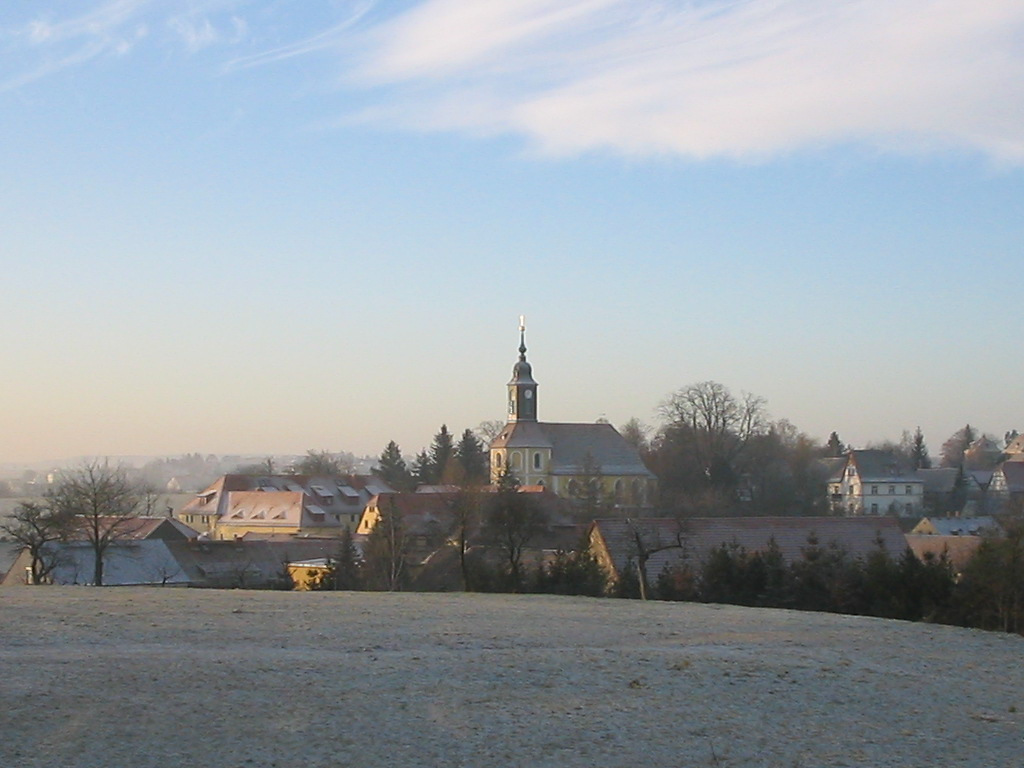
Blick auf die Kirche

Kesselsdorf befindet sich rund zehn Kilometer westlich des Zentrums von Dresden und etwa vier Kilometer südöstlich von der Kernstadt Wilsdruff im Osten des Stadtgebietes. Dort befindet sich der östlichste Punkt der Stadt. Kesselsdorf liegt auf zirka 300 m ü. NN nördlich des Döhlener Beckens im Ballungsraum Dresden. In Kesselsdorf entspringen mehrere Bäche, der Zschonerbach hat dort seine Quelle. Er verläuft anschließend durch den Zschonergrund und mündet in Kemnitz nahe der Autobahnbrücke in die Elbe. Auch der Wüste-Berg-Graben beginnt in Kesselsdorf, nimmt seinen Verlauf etwas östlicher als der Zschonerbach, bevor er in Zöllmen in diesen mündet. In der Nähe des Ortskerns entspringt die Wiederitz, die anschließend in südöstlicher Richtung ins Döhlener Becken hinabfließt und in Potschappel in die Weißeritz entwässert. Im äußersten Osten Kesselsdorfs hat der Hammerbach seine Quelle, der in Zauckerode in die Wiederitz mündet.
Vor allem im Norden und Westen Kesselsdorfs befinden sich Ackerflächen, in anderen Richtungen schließen sich in kurzer Entfernung  neue Ortschaften an. An die Gemarkung Kesselsdorf schließt sich im Norden Steinbach an. Östlich benachbart liegen die Gemarkungen Zöllmen und Wurgwitz, südöstlich grenzt Niederhermsdorf an Kesselsdorf an.   Oberhermsdorf befindet sich südlich, im Südwesten grenzt Braunsdorf wenige Meter an. Im Westen hat der Ort eine gemeinsame Grenze mit Grumbach und im Nordwesten ist Kaufbach benachbart. Steinbach und Zöllmen gehören zur Landeshauptstadt Dresden, Wurgwitz und Niederhermsdorf gehört zur Stadt Freital. Die anderen umliegenden Gemarkungen sind Teil der Stadt Wilsdruff.

## Geschichte

### Mittelalter und Neuzeit

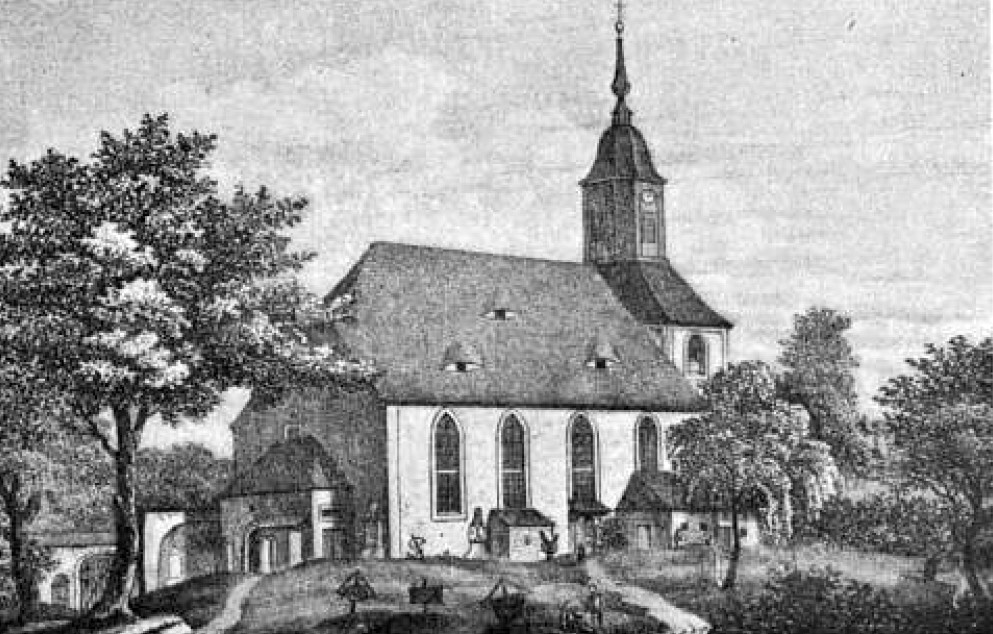
Kirche um 1840

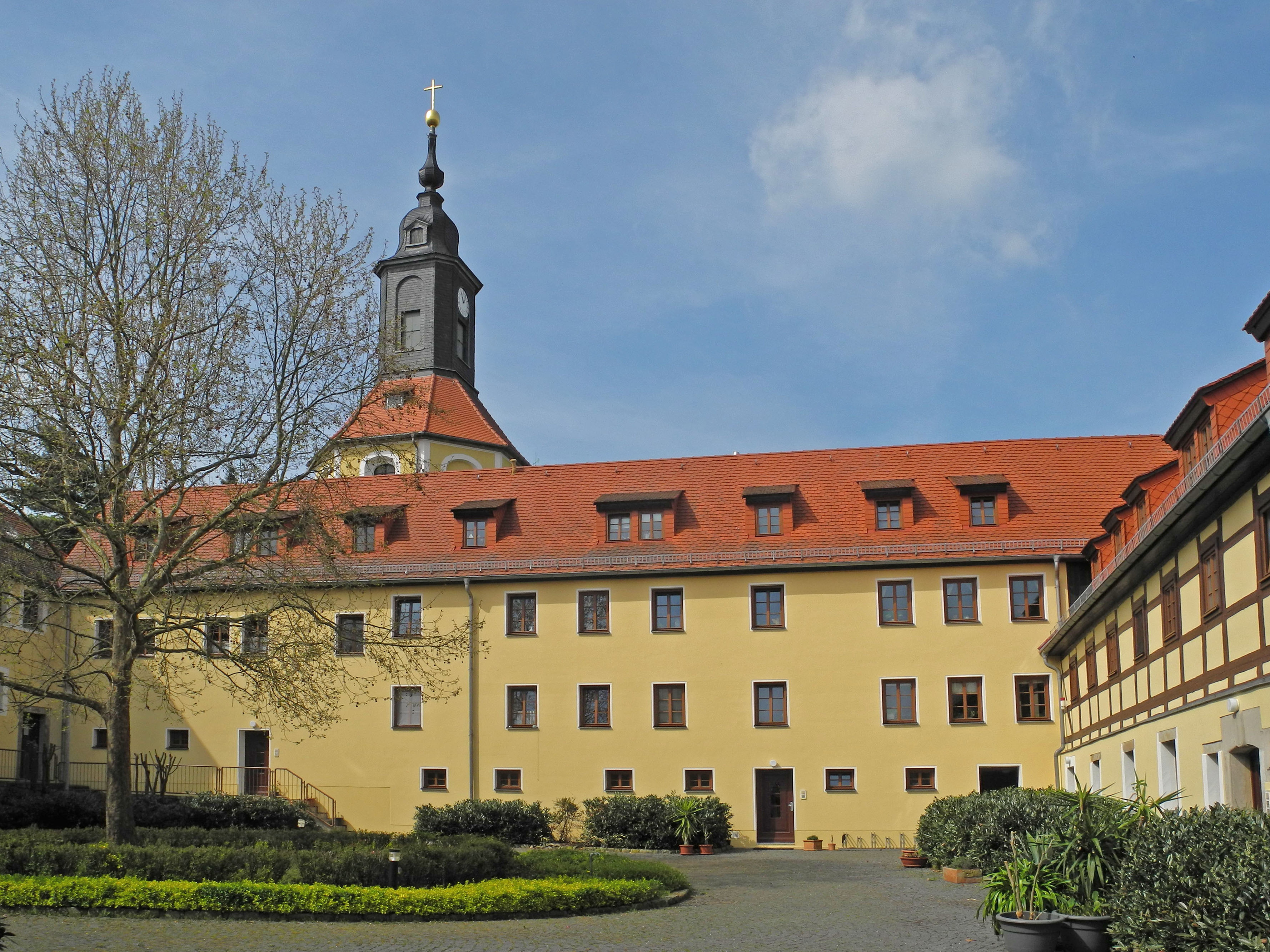
Das ehemalige Eulitz-Gut

Kesselsdorf wurde als slawische Siedlung gegründet. Die erste urkundliche Erwähnung war am 9. Februar 1223 in einer Gerichtsakte, in der ein „Gerhardus von Kesselsdorf“ genannt wird. Er war Ritter auf Kesselsdorf und unterstand dem Castrum Dresden in der Markgrafschaft Meißen. Zu Beginn der Hussitenkriege (1419–1439) wurde Kesselsdorf nahezu vollständig vernichtet. Für 1421 ist überliefert, dass eine ortsansässige Erbschänke das Brau- und Schankrecht besaß. Im 16. Jahrhundert war Kesselsdorf dem Amt Dresden unterstellt. Während des Dreißigjährigen Krieges (1618–1648) wurde Kesselsdorf erneut mehrfach geplündert, im Jahr 1632 fielen die Schweden in den Ort ein. Zum Ende des 17. Jahrhunderts forderte die Pest   in drei Monaten 36 Todesopfer.
Überregionale Bekanntheit erlangte das Dorf durch die Schlacht bei Kesselsdorf am 15. Dezember 1745 zwischen preußischen Truppen und den Armeen Österreichs und des Kurfürstentums Sachsen. Sie war Teil des Zweiten Schlesischen Krieges und entschied diesen Konflikt zugunsten Preußens. In Kesselsdorf richtete die Schlacht keine großen Schäden an, forderte jedoch etwa 14.000 Tote oder Verletzte. In der zweiten Hälfte des 18. Jahrhunderts gehörte der Ort anteilig zum Prokurationsamt Meißen und zum Religionsamt Dresden.

### 19. Jahrhundert
| Jahr | Einwohner |
| ---- | --------- |
| 1834 | 0385      |
| 1871 | 0628      |
| 1890 | 0791      |
| 1910 | 0855      |
| 1925 | 0885      |
| 1939 | 0946      |
| 1946 | 1053      |
| 1950 | 1068      |
| 1964 | 0957      |
| 1990 | 0626      |
| 1993 | 0724      |
| 1994 | 2797      |
| 1997 | 4739      |
| 2000 | 5014      |

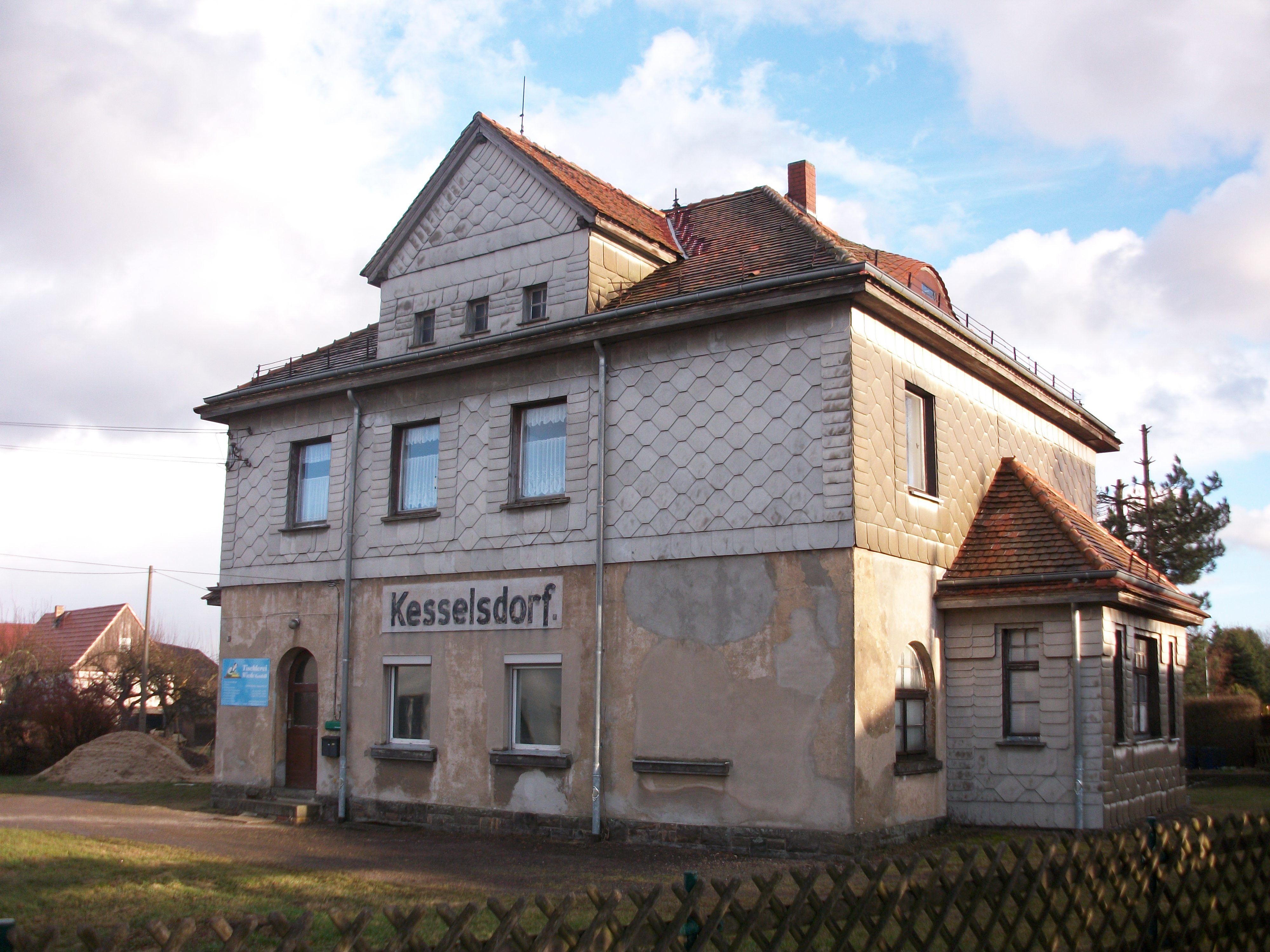
Bahnhof Kesselsdorf, Empfangsgebäude (2017)

In der Mitte des 19. Jahrhunderts war Kesselsdorf dem Amt Grillenburg und ab 1856 dem Gerichtsamt Wilsdruff unterstellt. Ab dem Jahr 1875 oblag die Verwaltung der Amtshauptmannschaft Meißen. Bevor Kesselsdorf 1838 durch die Sächsische Landgemeindeordnung eine Landgemeinde wurde, war der Ort durch das Lehnswesen geprägt. Im Jahr 1551 bewirtschafteten 26 besessene Mann und 16 Inwohner 21 3⁄4 Hufen, auf die das Domkapitel Meißen und der Rat zu Dresden-Altstadt die Grundherrschaft ausübten. Nach dem Siebenjährigen Krieg war das Dorf teils Amtsdorf, im übrigen Teil war das Religionsamt Dresden Grundherr. In Kesselsdorf lebten zu dieser Zeit 22 besessene Mann und 12 Häusler auf 24 Hufen zu je 30 Scheffel.
Im Jahr 1878 löste das dritte Kesselsdorfer Schulgebäude den Bau von 1782 ab. Am 1. März 1886 wurde Kesselsdorf Sitz eines Postamtes. Es verfügte über einen Telefonanschluss. Anschluss an das Schienennetz bekam Kesselsdorf am 1. Oktober 1886. Die Schmalspurbahn Freital-Potschappel–Nossen verband den Ort mit Potschappel im Döhlener Becken und Wilsdruff sowie ab 1899 mit Nossen. Schon zuvor hatte mit der Industrialisierung die wirtschaftliche Entwicklung in der Region begonnen. Das Döhlener Becken entwickelte sich infolge des Steinkohlenbergbaus zum „Tal der Arbeit“. Viele Kesselsdorfer fanden auch in den Betrieben der Industriedörfer Anstellung. Mit dem wirtschaftlichen Aufschwung war ein deutliches Wachstum der Einwohnerzahl des Ortes verbunden, die sich in 56 Jahren, von 1834 bis 1890, verdoppelte.  Dennoch blieben in Kesselsdorf und den umliegenden Orten die bäuerlichen Strukturen erhalten.

### 20./21. Jahrhundert
Auch das kulturelle Leben entwickelte sich weiter, 1900 kam es zur Gründung des ersten Kesselsdorfer Turnvereins. Das Waldhufendorf Kesselsdorf war damals von einer 388 Hektar großen Waldhufenflur umgeben. Am 17. März 1907 wurde die  Freiwillige Feuerwehr Kesselsdorf gegründet. Die Einwohnerzahl der Gemeinde stieg weiter bis auf 855 im Jahr 1910 an.
Im Ersten Weltkrieg fielen 25 Männer, der Zweite Weltkrieg kostete 58 Einwohnern das Leben. Nach dem Zusammenbruch des Dritten Reiches wurde Kesselsdorf zunächst Teil der Sowjetischen Besatzungszone und später der DDR. Im sozialistischen Staat wurde der Ort 1950 dem Landkreis Dresden zugeordnet,  mit der Gebietsreform 1952 kam die Gemeinde zum neugebildeten Kreis Freital im Bezirk Dresden. Die Bauern im Dorf richteten sich nach der Landwirtschaft in der DDR aus, es kam am 20. April 1960 zur Gründung der LPG Typ I „Weiter Blick“. Diese wurde 1972 an die Podemuser LPG „Karl Marx“ angeschlossen. Im Jahr 1966 stellte die ortsansässige und schon 1621 erwähnte Brauerei Kesselsdorf ihren Betrieb ein. Am 27. Mai 1972 fuhr der letzte Zug auf der Schmalspurstrecke. Waren die Einwohnerzahlen bis in die Nachkriegszeit durchgängig gestiegen (Höchststand 1950 mit 1068 Einwohnern), verringerte sich die Zahl der in Kesselsdorf lebenden Menschen bis 1990 auf 626.
Nach der Deutschen Wiedervereinigung 1989 wurde Kesselsdorf als  Gemeinde Teil des Landkreises Freital im wiedergegründeten Freistaat Sachsen. Zwei Jahre später war der Ort vollständig an die Wasserversorgung angeschlossen. In Kesselsdorf entstanden seit 1990 das erste neue Gewerbegebiet Sachsens und eine weitflächige Eigenheimsiedlung um eine neue Ortsmitte mit einem 1996 eröffneten Rathaus. Im Gegensatz zum Altort bekam die Siedlung den Charakter einer Dresdner Stadtrandsiedlung. Die Neubauten sorgten wieder für ein Einwohnerwachstum. Dieser Trend setzte sich für die Gesamtgemeinde bis etwa in die Jahrtausendwende fort, der Kernort Kesselsdorf wuchs weiter bis auf 3407 Einwohner im Jahr 2011.
Am 1. März 1994 wurden Kesselsdorf und die Gemeinde Braunsdorf (mit den am 1. Januar 1973 eingemeindeten Ortsteilen Kleinopitz und Oberhermsdorf) zur neuen Gemeinde Kesselsdorf vereinigt. Diese trat am 9. Mai 1994 dem Verwaltungsverband Landberg bei und wurde am 1. August 1994 dem Weißeritzkreis zugeordnet. Nachdem Grumbach aus dem Verwaltungsverband ausgeschieden war, löste er sich am 1. Oktober 1998 auf. Nach einem Bürgerentscheid wurde Kesselsdorf am 1. August 2001 nach Wilsdruff eingemeindet. Der ursprüngliche Ort Kesselsdorf erhielt den Status einer Ortschaft, Braunsdorf (in seinem Umfang von 1994) wurde aus Kesselsdorf wieder herausgelöst und kam als eigenständige Ortschaft nach Wilsdruff.
Als Ortsteil Wilsdruffs wurde Kesselsdorf 2008 im Zuge einer erneuten Kreisreform ein Teil des Landkreises Sächsische Schweiz-Osterzgebirge. Seit Mai 2009 liefen Bauarbeiten für eine vollständige Ortsumgehung, die mit den Geldern des Konjunkturpaketes I finanziert wurden. Die Ortsumgehung wurde im Juli 2011 fertiggestellt.

## Katharinenkirche

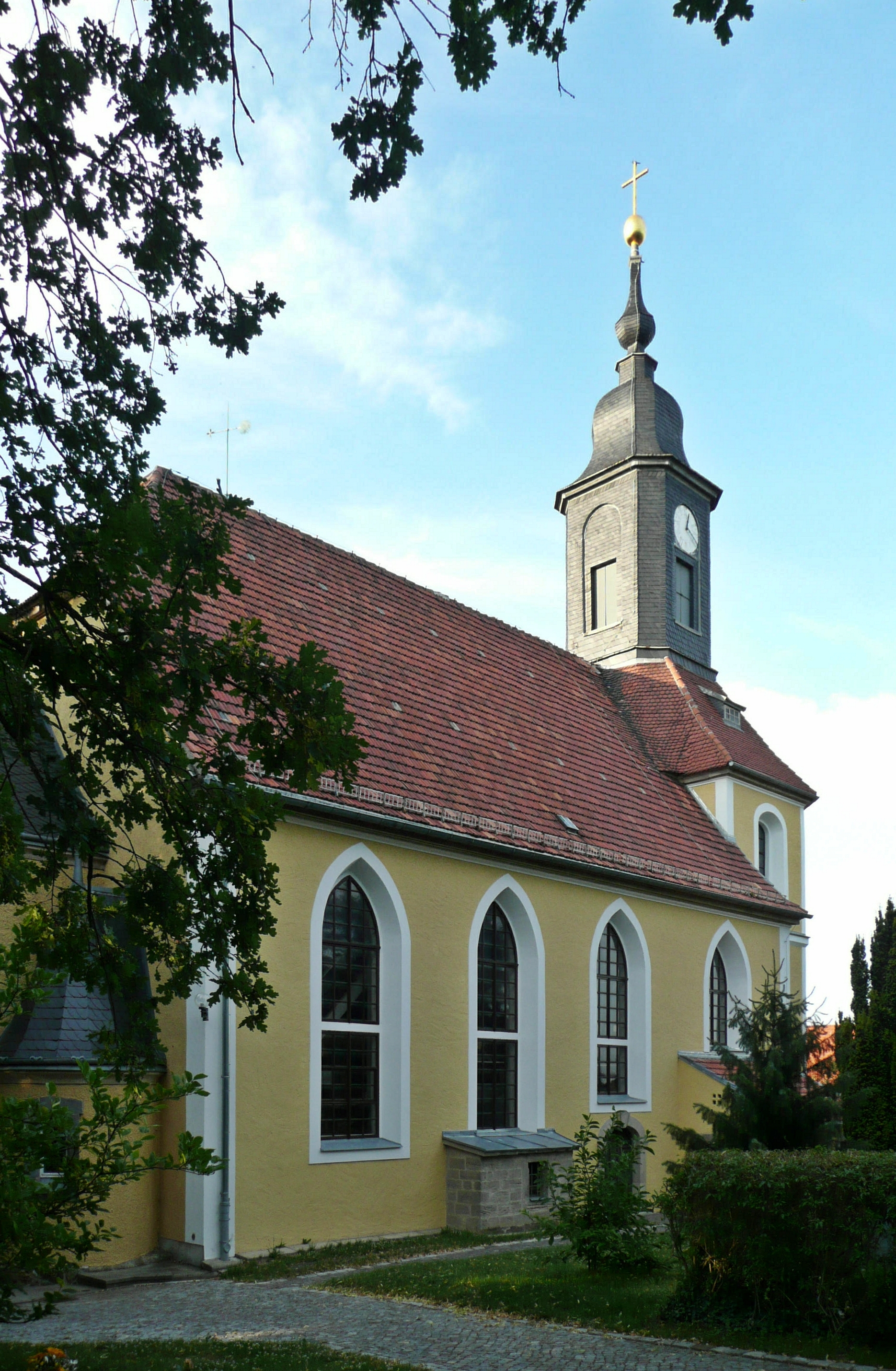
St. Katharinenkirche

Die evangelisch-lutherische St. Katharinenkirche (Namenspatronin ist Katharina von Alexandria) wurde in gotischem Baustil 1562 errichtet. Sie war Pfarrkirche für Braunsdorf, Niederhermsdorf, Oberhermsdorf, Kohlsdorf, Kleinopitz und Wurgwitz, später auch für Kaufbach, Zöllmen und Unkersdorf. Von 1723 bis 1725 wurde sie unter der Leitung von George Bähr barock umgebaut. Die Bevölkerung Kesselsdorfs war nach der Reformation in Sachsen vorwiegend evangelisch-lutherisch. Von 885 Einwohnern waren 1925 851 evangelisch-lutherisch, sieben katholisch und 27 hatten eine andere oder keine Religionszugehörigkeit. Heute gehört Kesselsdorf zur St.-Katharinen-Kirchgemeinde Kesselsdorf mit der Grumbacher Kirche, seit dem 2. Januar 2021 im evangelisch-lutherischen Kirchgemeindebund Wilsdruff-Freital.
Die Orgel mit 19 Registern wurde 1878 von Hermann Eule Orgelbau Bautzen als Opus 7 gebaut. In der Kirche befinden sich Zeugnisse der Schlacht bei Kesselsdorf.

## Wirtschaft und Infrastruktur

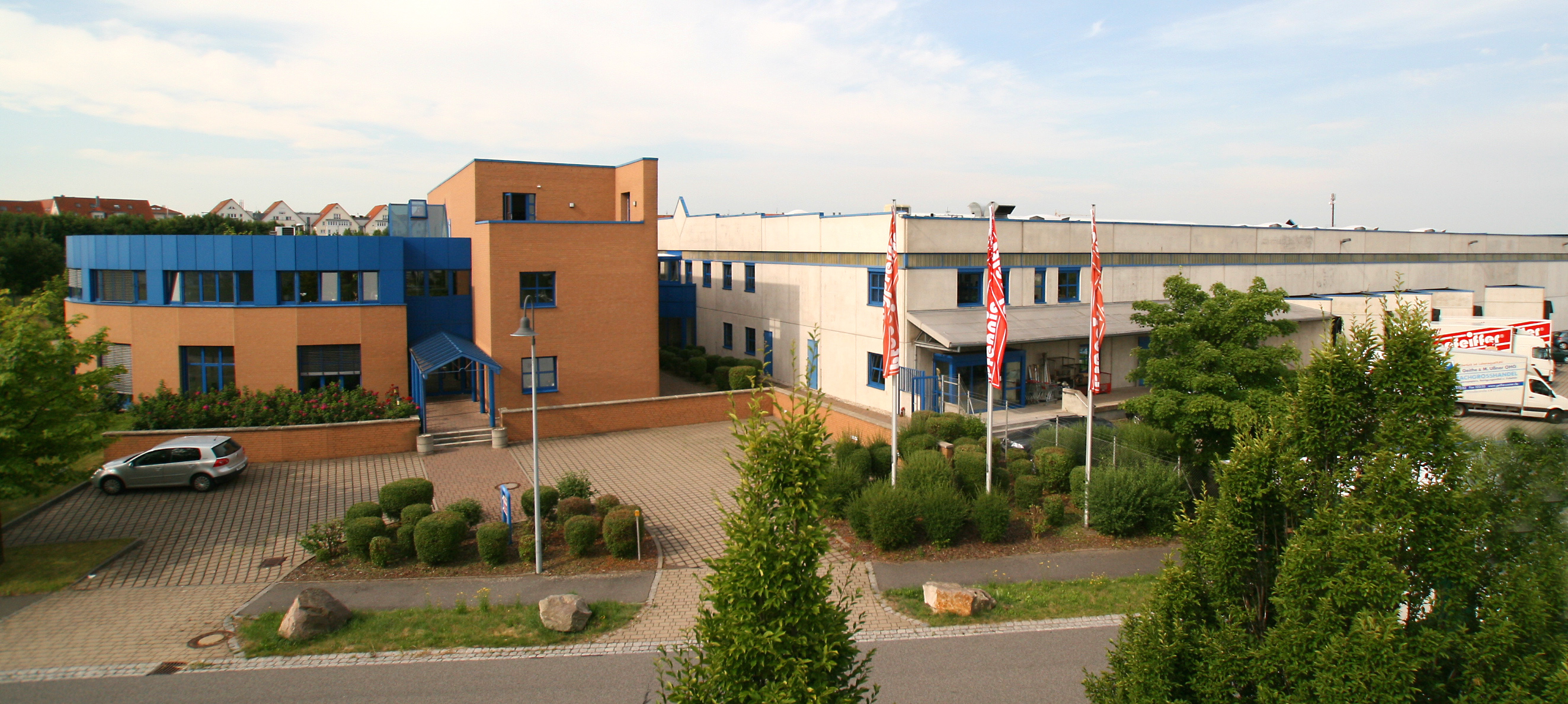
Ehemaliger Pfennigpfeiffer-Firmensitz im Gewerbegebiet

Das in den 1990er Jahren entstandene Gewerbegebiet, eines der größten im Dresdner Umland, ist noch nicht vollständig bebaut. Das Gewerbegebiet ist unter anderem Sitz der Unternehmen Satra Eberhardt und Magnussoft. Zudem befinden sich dort Niederlassungen der Danzer Group, Interflex und Sodexo. Bis 2011 befand sich  der Hauptsitz des Einzelhandelsunternehmens Pfennigpfeiffer im Gewerbegebiet. Während im nördlichen Teil die Unternehmensgrundstücke vorherrschen, gibt es im südlichen Teil des Gewerbegebietes vornehmlich Wohnbebauung. Eine weitere Eigenheimsiedlung befindet sich zwischen dem Kesselsdorfer Sportplatz und dem Kleinbahnhof.
Das Gewerbegebiet war früher über die Staatsstraße 36 nach Wilsdruff an die Bundesautobahn 4 angeschlossen. Seit die neue Bundesautobahn 17 östlich von Kesselsdorf im Jahr 2001 freigegeben wurde, ist der Ort von dort aus am schnellsten zu erreichen. An der etwa einen Kilometer entfernten  Anschlussstelle Dresden-Gorbitz wird die Bundesstraße 173 an die A 17 angebunden. Die Bundesstraße, auf Dresdner Stadtgebiet als Coventrystraße bezeichnet, führt bis zum Abzweig nach Wilsdruff als Ortsumgehung vierstreifig durch das Kesselsdorfer Gewerbegebiet. Vor der Eröffnung der Ortsumfahrung führte die Bundesstraße direkt durch den Ort über die Straße des Friedens. Ein Teil der alten Trasse der B 173 wurde zurückgebaut. Über die B 173 ist Kesselsdorf neben Dresden auch mit dem Nachbarort Grumbach und der Bergstadt Freiberg verbunden.
Durch Kesselsdorf verlaufen außerdem Staats- und Kreisstraßen. Die Kreisstraße 9080 verbindet den Ort mit Unkersdorf, Oberhermsdorf und Braunsdorf. Die Staatsstraße 36 verläuft, von Wilsdruff kommend, als Ortsumfahrung durch das Gewerbegebiet Kesselsdorf und dann talabwärts in Richtung Freital-Wurgwitz. Die alte Staatsstraße wurde im Zuge des Autobahnbaus umverlegt und leitet den aus Freital kommenden Verkehr an Kesselsdorf vorbei in Richtung Dresden und A 17. Der Regionalverkehr Sächsische Schweiz-Osterzgebirge betreibt mehrere Buslinien, die Kesselsdorfer Haltestellen bedienen, darunter die Linie F des Freitaler Stadtverkehrs und die Regionallinie 333 (Pirnaischer Platz–Hetzdorf/Mohorn). In den letzten Jahren war eine Verlängerung der Straßenbahnstrecke von Dresden-Pennrich nach Kesselsdorf angedacht, die jedoch bisher nicht geplant ist.
Die Schmalspurbahn Freital-Potschappel–Nossen wurde 1973 stillgelegt.

## Persönlichkeiten
- Paul Daniel Longolius (* 1704 in Kesselsdorf; † 1779 in Hof), Philologe, Historiker und Lexikograf
- Johann Christian Klengel (* 1751 in Kesselsdorf; † 1824 in Dresden), Maler, Zeichner, Radierer und Lithograf
- Friedrich Drese (* 1960), Orgelbauer und Organist in Mecklenburg